# Paul Privat-Deschanel
Pour les articles homonymes, voir Privat-Deschanel.
Ne doit pas être confondu avec Paul Deschanel.
Paul Privat-Deschanel (1867-1942) est un géographe et professeur d'histoire et géographie français spécialiste de l'Océanie. 
Auteur « aux marges du monde universitaire français », il a enseigné de nombreuses années au lycée Condorcet et à l'École coloniale. Il a rédigé le tome consacré à l'Océanie (publié en 1930) de la Géographie universelle de Lucien Gallois.

## Biographie
Paul Privat-Deschanel naît en mars 1867. Son père Augustin Privat-Deschanel, normalien et auteur réputé de manuels et ouvrages de vulgarisation, est alors professeur de physique et chimie au lycée Louis-le-Grand à Paris ; il se soucie grandement de l'éducation de Paul et de son autre fils Georges, né en 1868. Cette année-là, Augustin est nommé inspecteur de l'académie de Paris, puis est proviseur du lycée de Vanves de 1872 à son décès en août 1883, alors que Paul est âgé de 16 ans.
En 1891, 50 ans après son père, Paul intègre l'École normale supérieure. Sa carrière, heurtée, n'est cependant pas aussi réussie que celle de son père, ni de son frère polytechnicien et inspecteur des Finances. En 1895, sa femme Berthe et lui ont un fils, Jean Paul. En 1899, Paul Privat-Deschanel voyage au Sahara durant trois mois et en tire un récit publié dans La Revue des Deux Mondes. En 1900, il est reçu quatrième sur dix à l'agrégation d'histoire et géographie ; âgé de trente-trois ans, il est alors nommé au lycée de Montluçon. Actif dans la société de géographie locale, il publie notamment en 1901 dans les Annales de géographie.
En 1905, Privat-Deschanel fait son premier voyage en Australie, puis y retourne en 1907 missionné par le ministère français du Commerce et de l'Industrie pour étudier l'industrie lainière. Il se rend également en Nouvelle-Zélande ; il en tire de nombreux articles. Cela lui vaut d'être choisi par Lucien Gallois et Paul Vidal de La Blache pour écrire le volume relatif à l'Océanie de leur Géographie universelle, projet interrompu par la Guerre et la mort de Vidal de La Blache. 
À son retour en France, Privat-Deschanels professeur au « prestigieux lycée Condorcet, à Paris ». Il se consacre alors à l'enseignement et son activité éditoriale cesse. Son fils meurt en Argonne en juin 1915, durant la Première Guerre mondiale,. Dans les années 1920, Lucien Gallois relance son projet de géographie universelle. Privat-Deschanel, qui a commencé à enseigner à l'école coloniale parallèlement à ses cours de lycée, en rédige comme promis vingt ans plus tôt le volume sur l'Océanie. Publié en 1930 et très bien accueilli par ses contemporains, ce volume lui vaut en 1932 le prix Pierre-Félix-Fournier de la Société de géographie.
Privat-Deschanel meurt en 1942.

## Principales publications
- « Au seuil du désert », dans La Revue des deux Mondes, 1er et 15 août 1899, p. 660-688 et 834-899.
- Conférence sur la Nouvelle-Zélande : le paysage, la colonisation, indigènes et Anglais, Rouen, Imprimerie de Léon Gy, 1908. Repris d'une conférence prononcée l'année précédente.
- Les Indigènes de l'Australie occidentale, Mâcon, Imprimerie de E. Bertrand, 1908. Repris du Bulletin des sciences naturelles de Saône-et-Loire de 1906.
- « Préface », dans Gaston Pageot, À travers les pays jaunes : Suivi d'un itinéraire de croisière autour du Monde, Paris, Bibliothèque des auteurs modernes, 1909 (lire en ligne), p. I-VII.
- Géographie Universelle  (dir. Paul Vidal de La Blache et Lucien Gallois), t. 10 : Océanie, Paris, Armand Colin, 1930 (lire en ligne).